# Artérias gástricas curtas
As artérias gástricas curtas consistem em cinco ou sete pequenas ramificações, que se originam da artéria esplênica (lienal) ou de seus ramos e passam para o fundo do estômago, vascularizando-o.
Elas passam da esquerda para a direita, entre as camadas do ligamento gastrolienal e são distribuídas para a curvatura maior do estômago, se anastomosando com ramos das artérias  gástrica esquerda e gastro-omental esquerda.